# Georges Lafenestre
Georges Lafenestre (Orléans, 5 maggio 1837 – Bourg-la-Reine, 19 maggio 1919) è stato uno storico dell'arte, poeta e scrittore francese.

## Biografia

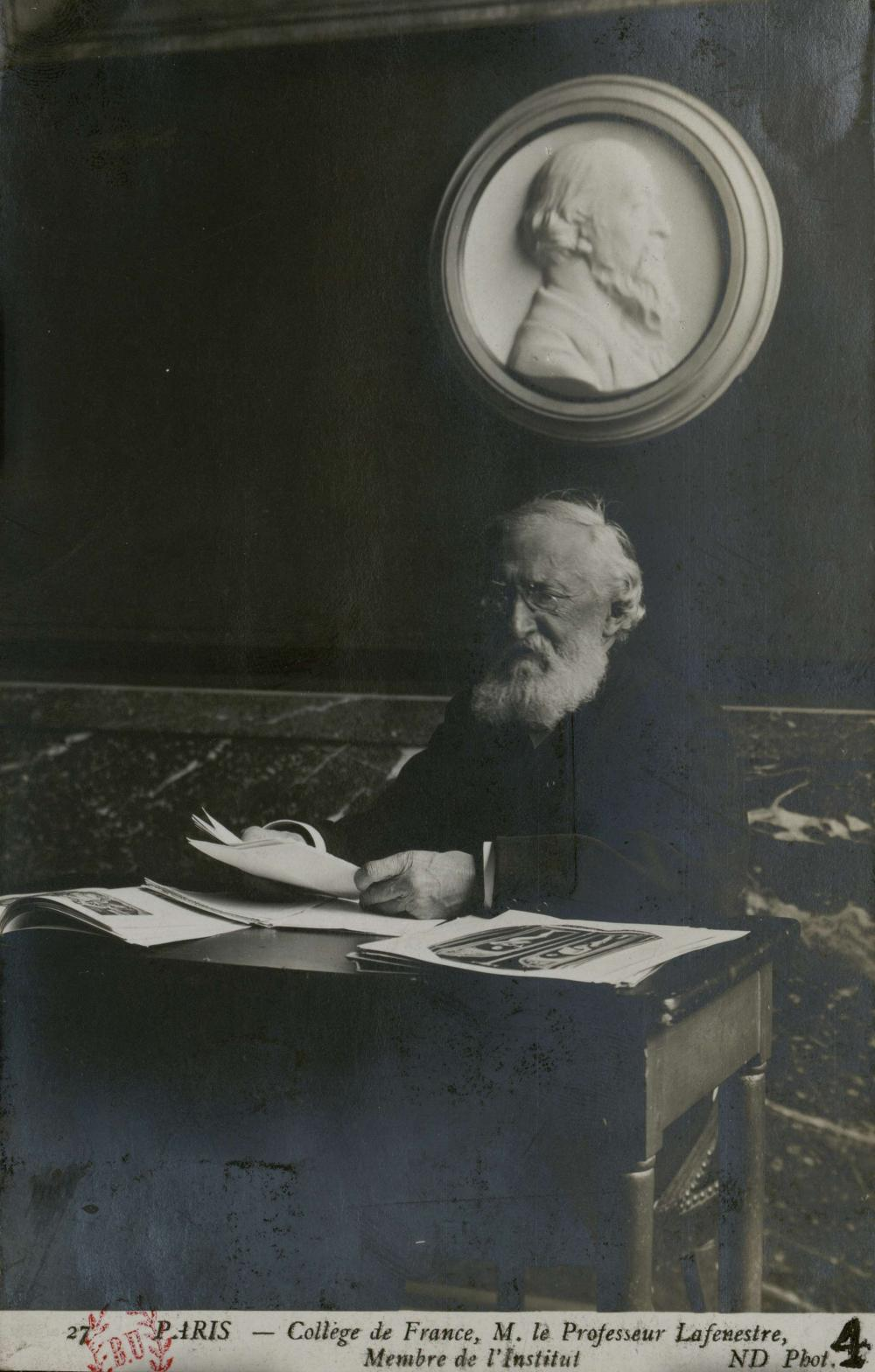
Collège de France, M. Professor Lafenestre, membro dell'Istituto (Biblioteca della Sorbona, NuBIS).

Georges Lafenestre fece carriera nell'amministrazione delle Belle Arti, curatore al Museo del Louvre, membro Institut de France, costruì un'importante collezione di fotografie d'arte italiana che lasciò in eredità alla biblioteca dell'Istituto, costituendo 21 volumi in folio Rodochanachi 95. Sposò M. Samuel Bénédite nata Isabelle Lisbon, madre di Georges Bénédite e Léonce Bénédite, che vennero quindi cresciuti dal loro patrigno. I due ebbero un figlio, Pierre Lafenestre. Amico del bibliotecario dell'Arsenale, José-Maria de Hérédia, fu ricevuto in questi luoghi in compagnia di des Essarts, Sully Prudhomme, Henri de Régnier, Barrès, Colette e del suo primo marito Henry Gauthier-Villars, nonché Pierre Louÿs. Fu la culla dei romantici e dei Parnassi. Secondo Jules Tellier, "le sue opere procedono da Leconte de Lisle. La sua lingua è di una purezza classica, poeta di grande abilità. Paesaggista, fece sognare André Theuriet".

## Pubblicazioni
- Les Espérances, 1864.

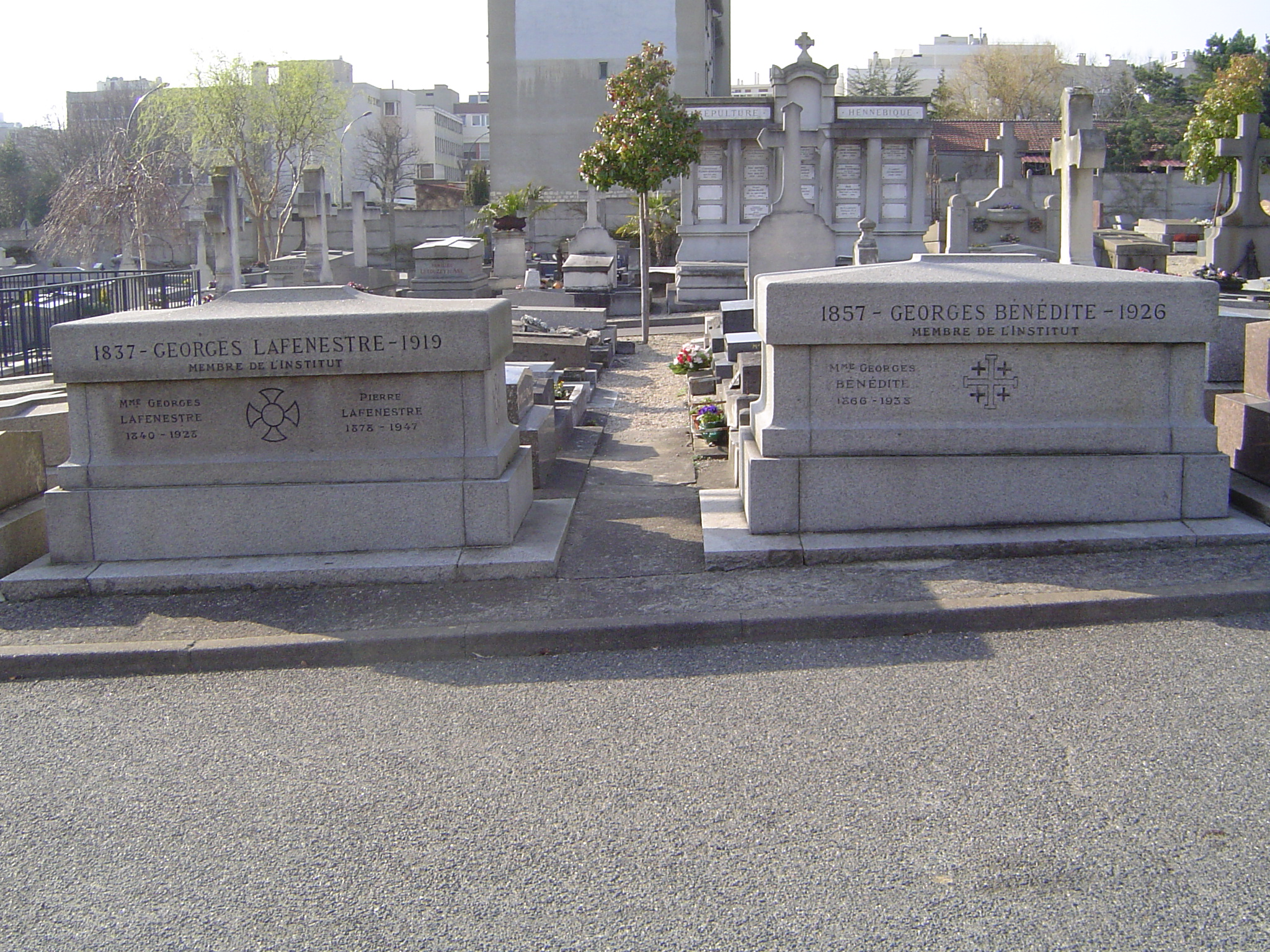
Sepolture delle famiglie di Georges Lafenestre e Georges Bénédite nel cimitero di Bourg-la-Reine (nella divisione 3).

- Le Parnasse contemporain II (recueil collectif), 1869-1871.
- 1874 - Idylles et Chansons, 1874.
- Le Plongeur.
- Chanson (antologia).
- Le Vieux Barbizon. Souvenirs de jeunesse d'un paysagiste, 1875.
- Le Parnasse contemporain III, 1876.
- Juillet (antologia).
- Hymne.
- Les Pigeons de Saint-Marc.
- Dieux Mourants.
- L'Ébauche.
- Chateaubriand, Hachette, 1882.
- Maîtres anciens. Études d'histoire et d'art (sculpture italienne, peinture milanaise), éditions Loones, 1882.
- Le livre d'or du Salon de peinture et de sculpture, Librairie des bibliophiles, Paris, 1882[1].
- La vie et l'œuvre de Titien, 1886.
- Le Salon de 1886, la peinture, la sculpture (extrait de la Revue des deux Mondes), 1886.
- La Peinture italienne, tome 1: Depuis les origines jusqu'à la fin du XV siecle, A. Quentin, 1885 ; Alcide Picard, 1886.
- Poésies de 1864 à 1874, Lemerre, 1889.
- La Fontaine, Hachette, 1895.
- Artistes et Amateurs.
- Orléans, 1900.
- La peinture en Europe, Le Louvre (con Eugène Richtenberger), Libraires-Imprimeries Réunies, s. d., c. 1900
- La peinture en Europe, Venise (con Eugène Richtenberger), 1900.
- La peinture en Europe, la Belgique, 1900.
- Rome, les musées, les collections particulières, les palais, chez l'auteur, 1905.
- 1904, L'Inconnu, 1904.
- Molière, Hachette, 1908.